# ممرآباد
مُمِرآباد نام روستایی از توابع بخش مرکزی شهرستان کاشمر در استان خراسان رضوی است. این روستا در دهستان پایین ولایت قرار دارد و برپایه سرشماری سال ۱۳۹۵ جمعیت آن (۳۵۴ خانوار) ۱۱۳۴ نفر با ۵۷۰ مرد و ۵۶۴ زن است.
روستای ممرآبادی در ۴ کیلومتری جنوب‌غربی کاشمر واقع است و از سوی غرب به روستای عشرت‌آباد، از سوی جنوب به به روستای شوکتیه، و از سوی شرق به روستای مغان و از سمت شمال به روستای هندآباد راه دارد و در ناحیه آب‌وهوای گرم و خشک در حاشیه کویر واقع است. فرآورده‌های کشاورزی این روستا انگور، انار و صیفی جاتی مانند گوجه و بادنجان است بادنجان روستای ممرآباد به سبب گونه خاک و آب و هوای ویژه روستا بدون دانه و شیرین است به همین جهت در استان‌های همسایه از شهرت فراوانی برخوردار است.

## واژه‌کاوی

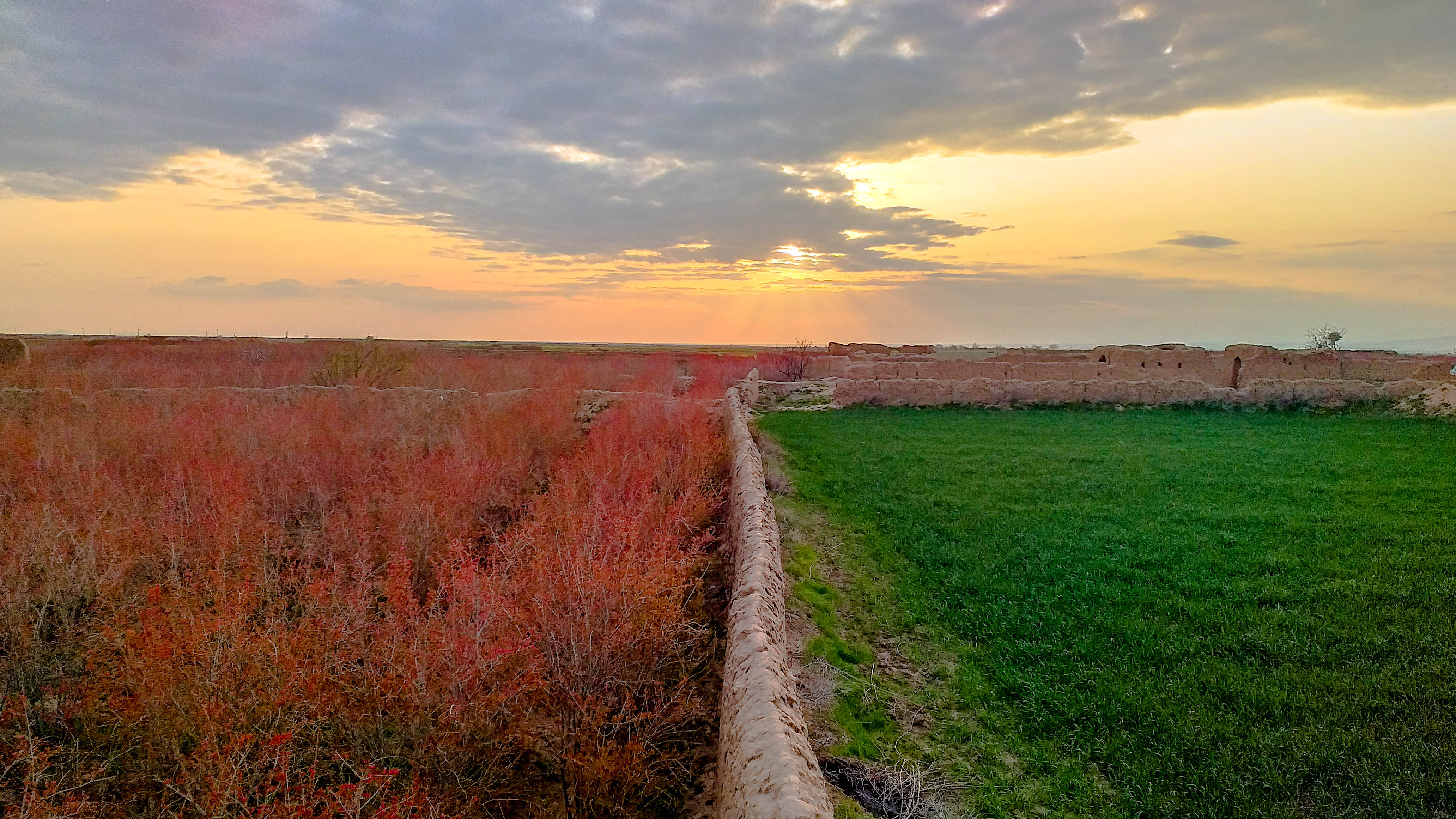
تلاقی زیبای باغ انار با کشتزار گندم در کوچه باغ‌های قدیمی روستا

مُمرآباد (momrabad) تشکیل شده از دو واژه ممر+ آباد است که واژه مُمر احتمالاً از همان واژه مَمَر ریشه گرفته که مَمَر در فرهنگ فارسی عمید محل عبور؛ جای گذشتن؛ گذرگاه معنی شده است که می‌توان دلیل نامگذاری آنرا گذرگاه ارتباطی اش برای ورود به کاشمر از سمت جنوب‌غربی دانست که تا چند سال پیش هم استراحتگاه‌هایی در مسیر قنات این روستا که به کاشمر می‌رسید دیده می‌شد ولی متأسفانه از این استراحتگاها اکنون چیزی باقی نمانده است گفته می‌شود این روستا قبلاً مسیر بازرگانان و تجاری بود که از سمت شهرستان‌های بردسکن و بجستان به سوی کاشمر راهی می‌شدند. البته با قاطعیت نمی‌توان دلیل نامگذاری روستا را این دانست چرا که برای واژه ممر معانی دیگری هم آمده است به عنوان نمونه در فرهنگ دهخدا واژه ممر. [م ُ م َرر] ریسمانی که سخت تافته شده معنی شده هرچند بعید بنظر می‌رسد نام روستا از این کلمه بر گرفته شده باشد.

## پیشینه
سند دقیقی دربارهٔ قدمت روستا وجود ندارد، اما با توجه به طول قنات آن که حدود ۲۰ کیلومتر است و بنا به نظر قدیمی‌های روستا، از حدود ۱۰۰ سال پیش که یادشان می‌آید یا پدرانشان برایشان گفته‌اند دیگر مادر چاه روستا که در دامنه کوه‌های شرقی کاشمر (بالادست روستای رزق‌آباد) قرار داشته تغییری نکرده است و بنابه نظر کارشناسان، حفر قناتی با این مسافت خود سالیان زمان می‌برد و دیگر آنکه آثاری از یک قبرستان قدیمی در کوچه باغ‌های روستا دیده می‌شود که با همه این نشانه‌ها می‌توان حدس زد روستا از قدمتی دیرین برخوردار است.

## نماد روستا

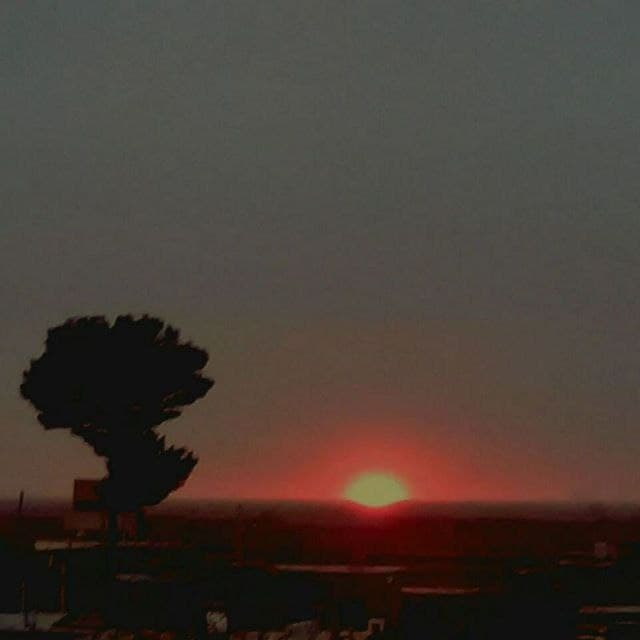
نماد روستای ممرآباد

در مجاورت مسجد و حسنیه روستا درخت کاج بلند قامتی دیده می‌شود. بنابه گفته بزرگان این روستا عمر این درخت بالغ بر ۵۰ سال است. به سبب اینکه درخت همیشه سرسبز بوده و از تمامی نقاط روستا قابل رویت است از آن به عنوان نماد روستا نام برده می‌شود.